# Tresteg för herrar i friidrott vid olympiska sommarspelen 1996
Tresteg för herrar vid olympiska sommarspelen 1996 i Atlanta avgjordes den 27 juli.

## Medaljörer
| Gren    | Guld                 | Guld         | Silver                            | Silver  | Brons                 | Brons   |
| Tresteg | Kenny Harrison · USA | 18,09 m (OR) | Jonathan Edwards · Storbritannien | 17,88 m | Yoelbi Quesada · Kuba | 17,44 m |

## Resultat

### Kval

#### Grupp A
| Placering | Totalt | Hoppare                     | Försök | Försök | Försök | Resultat | Noteringar |
| Placering | Totalt | Hoppare                     | 1      | 2      | 3      | Resultat | Noteringar |
| --------- | ------ | --------------------------- | ------ | ------ | ------ | -------- | ---------- |
| 1         | 1      | Kenny Harrison (USA)        | 17.58  | —      | —      | 17.58 m  |            |
| 2         | 3      | Yoelbi Quesada (CUB)        | 17.19  | —      | —      | 17.19 m  |            |
| 3         | 4      | Brian Wellman (BER)         | 17.10  | —      | —      | 17.10 m  |            |
| 4         | 7      | Robert Howard (USA)         | 16.83  | 16.76  | 16.92  | 16.92 m  |            |
| 5         | 9      | Viktor Sotnikov (RUS)       | 16.86  | X      | 16.19  | 16.86 m  |            |
| 6         | 10     | Jérôme Romain (DMA)         | 16.80  | X      | X      | 16.80 m  |            |
| 7         | 12     | Frank Rutherford (BAH)      | X      | 16.38  | 16.73  | 16.73 m  |            |
| 8         | 13     | Francis Agyepong (GBR)      | 16.71  | 16.68  | X      | 16.71 m  |            |
| 9         | 18     | Anísio Silva (BRA)          | 16.38  | 16.67  | 16.08  | 16.67 m  |            |
| 10        | 19     | Carlos Calado (POR)         | 16.43  | 16.65  | X      | 16.65 m  |            |
| 11        | 27     | Vasif Asadov (AZE)          | X      | X      | 16.21  | 16.21 m  |            |
| 12        | 28     | Jacob Katonon (KEN)         | 16.08  | 16.17  | X      | 16.17 m  |            |
| 13        | 29     | Stoyko Tsonov (BUL)         | 16.00  | 16.15  | X      | 16.15 m  |            |
| 14        | 33     | Tibor Ordina (HUN)          | 16.04  | X      | X      | 16.04 m  |            |
| 15        | 34     | Andrew Murphy (AUS)         | 15.97  | X      | 16.00  | 16.00 m  |            |
| 16        | 35     | Festus Igbinoghene (NGR)    | 15.95  | X      | 15.72  | 15.95 m  |            |
| 17        | 36     | Sergej Arzamasov (KAZ)      | 15.91  | X      | —      | 15.91 m  |            |
| 18        | 37     | Maksim Smetanin (KGZ)       | 15.83  | 15:90  | X      | 15.90 m  |            |
| 19        | 41     | Hussain Jasim (IRQ)         | 15.19  | 15.27  | X      | 15.27 m  |            |
| 20        | 42     | Ndabezinhle Mdhlongwa (ZIM) | 14.47  | X      | X      | 14.47 m  |            |
| 21        | 43     | Karim Sassi (TUN)           | X      | X      | 14.25  | 14.25 m  |            |
| —         | —      | Māris Bružiks (LAT)         | —      | —      | —      | DNS      |            |

#### Grupp B
| Placering | Totalt | Hoppare                     | Försök | Försök | Försök | Resultat | Noteringar |
| Placering | Totalt | Hoppare                     | 1      | 2      | 3      | Resultat | Noteringar |
| --------- | ------ | --------------------------- | ------ | ------ | ------ | -------- | ---------- |
| 1         | 2      | Mike Conley (USA)           | 17.20  | —      | —      | 17.20 m  |            |
| 2         | 5      | Galin Georgiev (BUL)        | 17.02  | —      | —      | 17.02 m  |            |
| 3         | 6      | Jonathan Edwards (GBR)      | 16.93  | 16.96  | —      | 16.96 m  |            |
| 3         | 8      | Volodimir Kravtjenko (UKR)  | 16.71  | 16.90  | X      | 16.90 m  |            |
| 3         | 11     | Armen Martirosjan (ARM)     | 15.71  | 16.68  | 16.74  | 16.74 m  |            |
| 6         | 14     | Charles Friedek (GER)       | X      | 16.71  | 16.58  | 16.71 m  |            |
| 7         | 15     | Aliecer Urrutia (CUB)       | 16.71  | 16.54  | X      | 16.71 m  |            |
| 8         | 16     | Vasilij Sokov (RUS)         | X      | 16.68  | X      | 16.68 m  |            |
| 9         | 17     | Rogel Nachum (ISR)          | 15.86  | 16.67  | 16.53  | 16.67 m  |            |
| 10        | 20     | Yoel García (CUB)           | 15.94  | X      | 16.62  | 16.62 m  |            |
| 11        | 21     | Zou Sixin (CHN)             | 16.13  | 16.44  | 16.53  | 16.53 m  |            |
| 12        | 22     | Messias José Baptista (BRA) | 16.02  | 16.45  | 16.13  | 16.45 m  |            |
| 13        | 23     | Audrius Raizgys (LTU)       | 16.38  | X      | 16.06  | 16.38 m  |            |
| 14        | 24     | Zsolt Czingler (HUN)        | 16.22  | 16.35  | X      | 16.35 m  |            |
| 15        | 25     | Salem Al-Ahmadi (KSA)       | X      | 15.97  | 16.30  | 16.30 m  |            |
| 16        | 26     | Francis Dodoo (GHA)         | X      | X      | 16.24  | 16.24 m  |            |
| 17        | 30     | Sigurd Njerve (NOR)         | 15.22  | X      | 16.15  | 16.15 m  |            |
| 18        | 31     | Aleksej Fatjanov (AZE)      | 16.14  | X      | 16.13  | 16.14 m  |            |
| 19        | 32     | Igor Sautkin (RUS)          | X      | X      | 16.06  | 16.06 m  |            |
| 20        | 38     | Jevgenij Petin (UZB)        | XX     | 15.58  | 15.89  | 15.89 m  |            |
| 21        | 39     | Paul Nioze (SEY)            | 15.63  | 15.43  | X      | 15.63 m  |            |

### Final
| Placering | Hoppare                    | Försök | Försök | Försök | Försök | Försök | Försök | Resultat | Noteringar |
| Placering | Hoppare                    | 1      | 2      | 3      | 4      | 5      | 6      | Resultat | Noteringar |
| --------- | -------------------------- | ------ | ------ | ------ | ------ | ------ | ------ | -------- | ---------- |
| 1         | Kenny Harrison (USA)       | 17.99  | X      | 18.09  | X      | —      | —      | 18.09 m  | OR         |
| 2         | Jonathan Edwards (GBR)     | X      | X      | 17.13  | 17.88  | X      | X      | 17.88 m  |            |
| 3         | Yoelbi Quesada (CUB)       | 17.04  | 17.29  | X      | 17.44  | X      | X      | 17.44 m  |            |
| 4         | Mike Conley (USA)          | 17.08  | X      | 16.17  | 17.40  | X      | X      | 17.40 m  |            |
| 5         | Armen Martirosjan (ARM)    | 16.85  | X      | 16.97  | 16.48  | X      | 16.34  | 16.97 m  |            |
| 6         | Brian Wellman (BER)        | 16.95  | X      | 16.82  | X      | X      | X      | 16.95 m  |            |
| 7         | Galin Georgiev (BUL)       | 16.85  | X      | X      | X      | X      | 16.92  | 16.92 m  |            |
|           |                            |        |        |        |        |        |        |          |            |
| 8         | Robert Howard (USA)        | 16.72  | 16.83  | 16.90  |        |        |        | 16.90 m  |            |
| 9         | Viktor Sotnikov (RUS)      | 16.84  | 16.53  | 16.56  |        |        |        | 16.84 m  |            |
| 10        | Volodimir Kravtjenko (UKR) | 16.35  | 15.92  | 16.62  |        |        |        | 16.62 m  |            |
| 11        | Frank Rutherford (BAH)     | 16.38  | X      | 16.36  |        |        |        | 16.38 m  |            |
| —         | Jérôme Romain (DMA)        | X      | —      | —      |        |        |        | NM       |            |